# Paul Curry
Paul Curry (Colchester, 5 mei 1961) is een golfprofessional uit Engeland. Hij speelt sinds 2011 op de Europese Senior Tour.
Curry werd in 1979 professional en speelde jaren achtereen op de Europese PGA Tour. Tien keer stond hij in de top-100 van de Order of Merit, maar hij won slechts eenmaal een toernooi. Dat was in 1994 in Jersey, hij eindigde dat jaar op de 33e plaats van de rangorde.
In 1999 kwalificeerde hij zich voor de Amerikaanse PGA Tour van 2000. De resultaten vielen tegen. Hij probeerde zich weer voor de PGA Tour te kwalificeren, hetgeen niet lukte, en speelde in 2001 op de Nationwide Tour en op de NGA Hooters Tour.
Zijn laagste ronde was een ronde van 60 (-10) tijdens het Bell's Schots Open op Gleneagles in 1992 en een ronde van 62 (ook -10) op La Moye Golf Club op Jersey in 1994.

## Gewonnen
Europese Tour
- 1994: Jersey European Airways Open (-22) inclusief een baanrecord van 62 (-10)